# Байдуга, Михаил Петрович
Михаил Петрович Байдуга (5 августа 1913 — 7 сентября 1982) — бригадир совхоза «Решетовский» Кочковского района Новосибирской области. Герой Социалистического Труда (1967), активный участник Великой Отечественной войны.

## Биография
Родился в крестьянской семье. Русский. Окончил 4 класса Решетовской начальной школы.
В 1927 году заменил умершего отца в своём единоличном бедняцком хозяйстве и стал главным кормильцем в семье. В период коллективизации в 1930 году семья вступила в колхоз, где до призыва в Красную Армию работал рядовым колхозником.
С октября 1935 года по ноябрь 1937 года проходил срочную службу в рядах Красной Армии.
Демобилизовавшись, вернулся в родное село и поступил на курсы трактористов при Решетовской МТС. Затем работая трактористом, показывал образцы труда, мастерства своего дела, систематически выполнял и перевыполнял сменные задания. Как одного из лучших механизаторов дирекция МТС направила его на учёбу в краевую школу бригадиров тракторных бригад Алтайского края.
В сентябре 1938 года стал бригадиром тракторной бригады Решетовской МТС.
В ноябре 1941 года призван в Красную Армию.
С марта 1942 года в действующей армии на должности ездового 940-го артиллерийского полка (970 АП) 370-й стрелковой дивизии (370 СД) Северо-Западного фронта, неоднократно под огнём противника подвозил боеприпасы на огневые позиции, за что получил благодарность командующего фронтом, затем воевал наводчиком орудия батареи 970 АП, в боях вместе с расчетом орудия уничтожил 3 пулемета, 2 огневые точки, 1 противотанковое орудие, а также разрушил 4 блиндажа противника.
11 сентября 1943 года Приказом по 970 АП награждён медалью «За отвагу».
Байдуга — член ВКП(б) с 1943 года.
С 18 по 20 июля 1944 года в наступательных боях на подступах к реке Западный Буг районе города Хелм Польша наводчик орудия 970 АП 370 СД 69-й армии 1-го Белорусского фронта сержант Байдуга в составе расчета уничтожил до 30-ти немецких солдат и офицеров, а также прицельным огнём орудия сорвал вражескую контратаку, дав возможность продвинуться вперед нашей пехоте, за что командиром 370 СД полковником Гавилевским был представлен к ордену Отечественной войны 2-й степени, но Приказом по 91-му стрелковому корпусу (91 СК) № 042 от 2 августа 1944 года был награждён орденом Славы 3-й степени.
С 14 января по 9 февраля 1945 года в ходе Висло-Одерской наступательной операции при наступлении с Пулавского плацдарма в сторону Радома Польша наводчик орудия 970 АП 370 СД 69 А 1 БФ сержант Байдуга в составе расчета из своего орудия уничтожил до 80-ти немецких солдат и офицеров, 10 пулеметов противника, а также подбил вражеское самоходное орудие. За что Приказом по 69-й армии № 186/н от 17 мая 1945 года был награждён орденом Славы 2-й степени.
В феврале 1945 года командир орудия 970 АП 370 СД старший сержант Байдуга одним из первых вместе с орудием и расчетом форсировал реку Одер с ходу открыв огонь по врагу. За несколько дней боев его расчет неоднократно отражал вражеские контратаки уничтожив при этом 130 вражеских солдат и офицеров, одно самоходное орудие «Фердинанд», 3 пулемета и 2 гранатомета противника. Командиром 370 СД генерал-майором Гавилевским был представлен к ордену Ленина, но Приказом по 69-й армии № 206/н от 25 мая 1945 года был награждён орденом Красного Знамени.
В 1946 году Байдуга был демобилизован и вернулся на свою родину в село Решеты. Проработав год трактористом, с 1947 года он бессменный бригадир тракторно-полеводческой бригады МТС, колхоза, затем Решетовского совхоза. В любые погодные условия его бригада добивалась наивысших урожаев в совхозе.
В 1956 году он со своим коллективом механизаторов на площади 1500 га вырастил и собрал урожай по 28 центнеров с каждого гектара, тогда как в совхозе он составил 18,7 центнера, за что был удостоен ордена Трудового Красного Знамени.
В крайне засушливом 1964 году бригада собрала по 10 центнеров с гектара, при 6 центнерах урожайности в совхозе.
В 1966 году он вывел свою бригаду на третье место в районе.
Указом Президиума Верховного Совета СССР от 19 апреля 1967 года за достигнутые успехи в увеличении производства и заготовок зерна в 1966 году бригадиру совхоза «Решетовский» Кочковского района Новосибирской области Байдуге Михаилу Петровичу присвоено звание Героя Социалистического Труда с вручением ордена Ленина и золотой медали «Серп и Молот».
25 мая 1973 года сын Михаила Петровича Байдуга — инспектор ГАИ младший сержант милиции Дмитрий Байдуга вместе с напарником обеспечивал безопасность движения велосипедистов на одном из этапов во время многодневной велогонки. Когда показалась колонна спортсменов, милиционеры увидели, что навстречу им на высокой скорости идет автомобиль «Запорожец», а его начал обгонять грузовик-длинномер «Колхида». Было ясно, что при такой большой скорости на узком полотне дороги водитель грузовика не справится с управлением и врежется в колонну велосипедистов. Инспекторы ГАИ выехали на дорогу и подставили под удар борт своей машины, в результате чего погибли на месте. За мужество и отвагу, проявленные при исполнении служебного долга, Байдуга Дмитрий Михайлович и его напарник посмертно награждены орденами Красной Звезды.
Михаил Петрович Байдуга скончался 7 сентября 1982 года. Похоронен на кладбище в селе Решёты Кочковского района Новосибирской области.

## Награды
- Золотая медаль «Серп и Молот» Героя Социалистического Труда (19.04.1967)
- орден Ленина (19.04.1967)
- орден Красного Знамени (25.05.1945) представлялся к ордену Ленина[1][2]
- Орден Трудового Красного Знамени (1956)
- Орден Славы 2-й степени (17.05.1945)[3]
- Орден Славы 3-й степени (02.08.1944)[4][5]
- Медали, в том числе:
  - «За отвагу» (11.09.1943)[6]
  - «За воинскую доблесть. В ознаменование 100-летия со дня рождения Владимира Ильича Ленина» (1970)
  - «За победу над Германией в Великой Отечественной войне 1941—1945 гг.»
  - «Двадцать лет Победы в Великой Отечественной войне 1941—1945 гг.»
  - «Тридцать лет Победы в Великой Отечественной войне 1941—1945 гг.»
  - «За взятие Берлина»
  - «За освобождение Варшавы»
  - «Ветеран труда»
  - «За освоение целинных земель»
  - «50 лет Вооружённых Сил СССР»
  - «60 лет Вооружённых Сил СССР»